# Eider-Kaserne
Die Eider-Kaserne war eine militärische Anlage der Bundeswehr in Rendsburg. Sie war aus der zwischen 1903 und 1905 für das Deutsche Heer errichteten Artillerie-Kaserne sowie teilweise aus der von 1935 bis 1936 für die Wehrmacht durch den NS-Staat errichteten Blottnitz-Kaserne hervorgegangen. Sie umfasste zuletzt eine Fläche von 18,6 Hektar. Bis zum Ausbruch des Zweiten Weltkriegs waren hier hauptsächlich Artillerieeinheiten stationiert. Mit der Besetzung durch britische, norwegische und dänische Truppen wurde in der Kaserne ein NATO-Kommando gebildet, aus dem das Hauptquartier der Alliierten Landstreitkräfte Schleswig-Holstein und Jütland (LANDJUT) entstand. Die Bundeswehr stellte ab 1958 nicht nur einen Kommandeur dieses Verbandes, sondern stationierte in der Kaserne zur Unterstützung des multinationalen NATO-Korps ein Fernmeldebataillon. 2008 wurde die militärische Nutzung der Kaserne aufgegeben. Auf dem Gelände entsteht der neue Stadtteil Neuwerk-West.

## Vorgeschichte

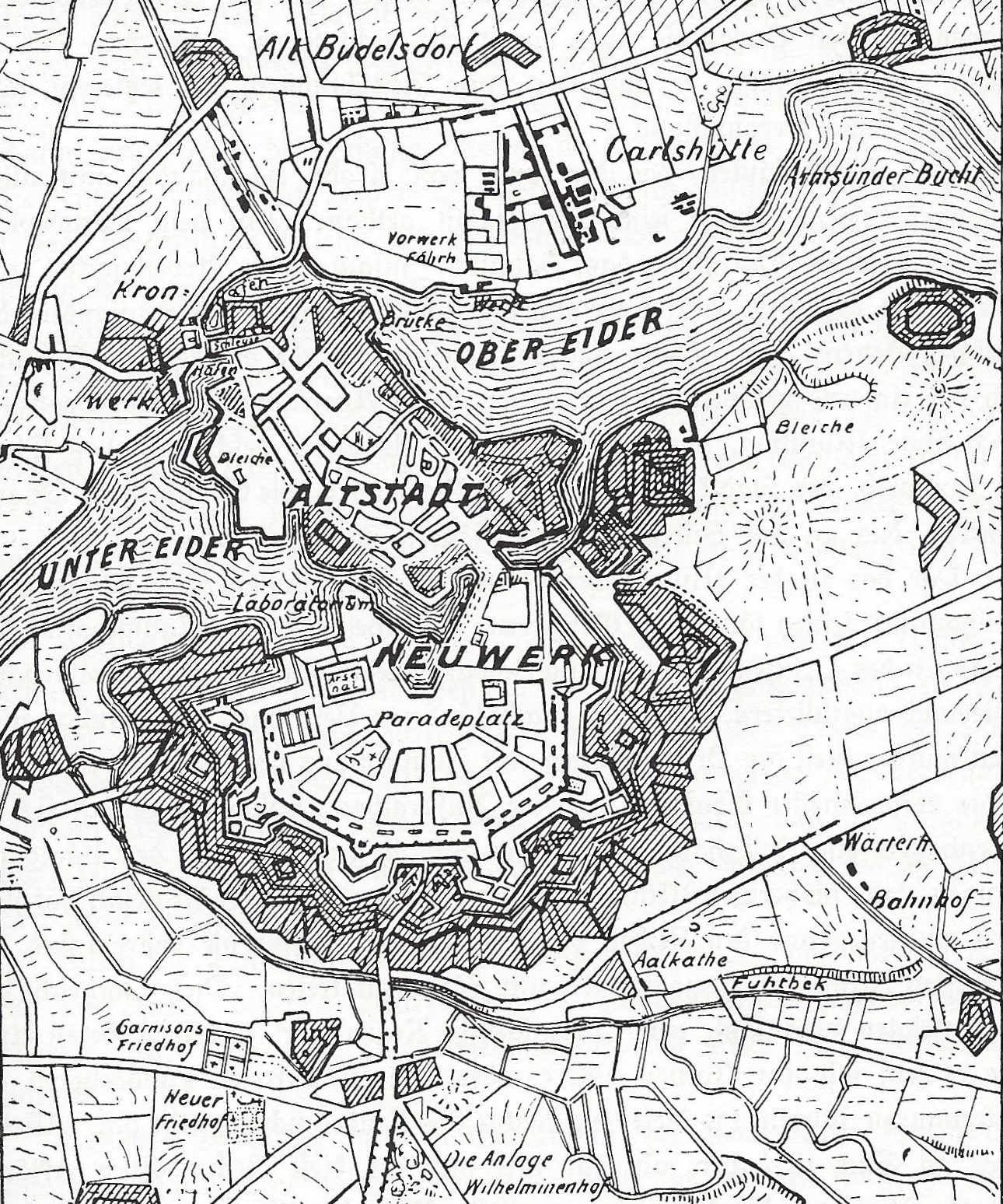
Festung Rendsburg (1848)

Die Entstehung der Eider-Kaserne ist mit der Entwicklung der Garnison Rendsburg eng verbunden: Im 17. Jahrhundert befand sich die Stadt unter dänischer Herrschaft. Es bestand die Notwendigkeit, die Festungsanlagen zu ertüchtigen und zu erweitern. Am 1. Juni 1690 begannen unter Generalmajor Jobst Scholten die Arbeiten zur Errichtung des „Neuwerk“ auf der südlich der Eider gelegenen holsteinischen Seite. Als Teil dieser Festungsanlage entstand die „Bastion König“ etwa an jener Stelle, an der später die Eiderkaserne errichtet wurde. Auf der Innenseite der Festungswälle wurden bis 1695 20 Unterkunftsbaracken erbaut, darunter die Häuser A bis D entlang der heutigen Elefantenstraße bzw. ihrer nördlichen Verlängerung. 1696 kamen 6 Reiterställe sowie ein Stockhaus in einer kasernenartigen Anlage hinzu. Diese Gebäude waren jedoch bereits nach etwa 30 Jahren wieder baufällig, so dass zwischen 1728 und 1737 die Reiterställe durch zwei neue Reiterbaracken mit Unterkünften für 348 Mann und zwei Kasernen für 360 Soldaten ersetzt wurden. Auch das Stockhaus musste neu erbaut werden. Für 82 Pferde kam ein Train-Stall hinzu. Zwischen 1822 und 1839 entstanden weitere Kasernengebäude, wie das Exerzierhaus, das Reithaus und das Stockhaus-Hospital.

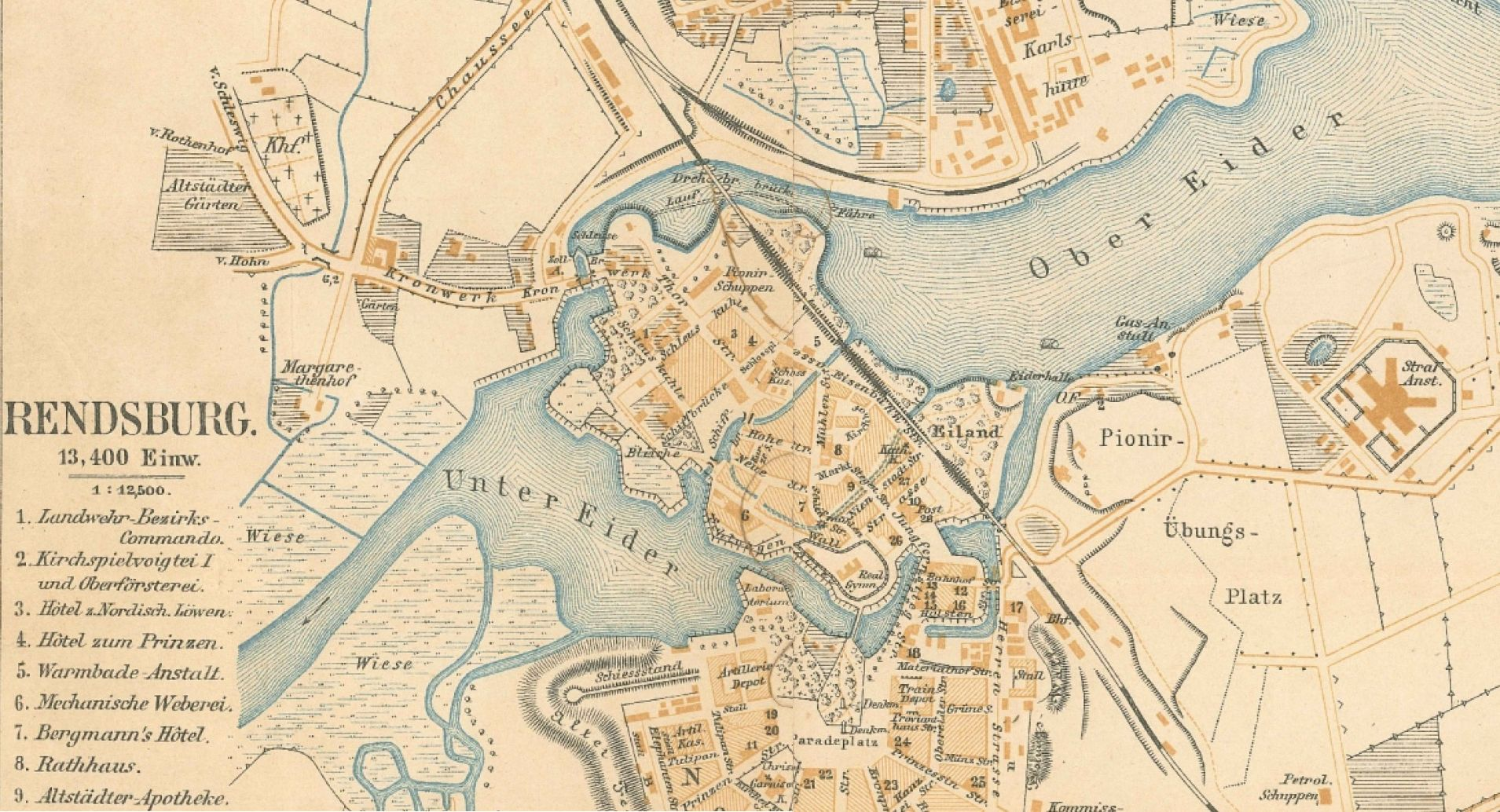
Rendsburg um 1880 mit Artillerie-Kaserne

Zu Beginn der Schleswig-Holsteinischen Erhebung überraschten Aufständische die dänische Garnisonsbesatzung. Am 5. April 1848 zog die Preußische Armee in Rendsburg ein. Nachdem 1852 die Stadt Rendsburg erneut unter dänische Herrschaft gekommen war, begann die Schleifung der Festungsanlagen, zunächst mit „Kronwerk“ im Norden und daran anschließend im Bereich der Altstadt. Durch den Abzug der Dänen 1864 blieb die Festung Neuwerk zunächst bestehen. Die Stadt Rendsburg sollte nach der Gasteiner Konvention Bundesfestung werden. Am 24. Januar 1867 fiel die Stadt endgültig an Preußen. Doch bereits 1866 hatten preußische Truppen Rendsburg besetzt. Das Holsteinische Infanterieregiment 85 mit I. und II. Bataillon, das Train-Bataillon 9, das Pionierbataillon 9 und die I./Feldartillerieregiment 9 waren hauptsächlich in der Festung Neuwerk untergebracht. Die Artillerieabteilung war dabei im Bereich der späteren Eider-Kaserne einquartiert. Am 25. September 1868 entschied der preußische König die Aufgabe von Rendsburg als Festung. Die noch vorhandenen Anlagen sollten jedoch erhalten bleiben. In der Folgezeit kam es dennoch zum Abbruch der restlichen Festungsbauwerke. Während für andere in Rendsburg stationierte Einheiten neue Kasernenbauten errichtet wurden, erfolgten im Areal der späteren Eider-Kaserne nur einzelne Veränderungen: die Schmiede wurde zur Beschlagschmiede und Waffenmeisterei erweitert, eine Artillerie-Waffenschmiede neu errichtet, die zwei Unterkunftsbaracken durch ein großes Stallgebäude ersetzt, ein Truppenunterkunftsgebäude abgerissen und neu gebaut sowie anstelle einer Baracke ein Krankenpferdestall der Truppe übergeben.

## Bau der Kaserne und Nutzung bis zum Ende des Ersten Weltkriegs

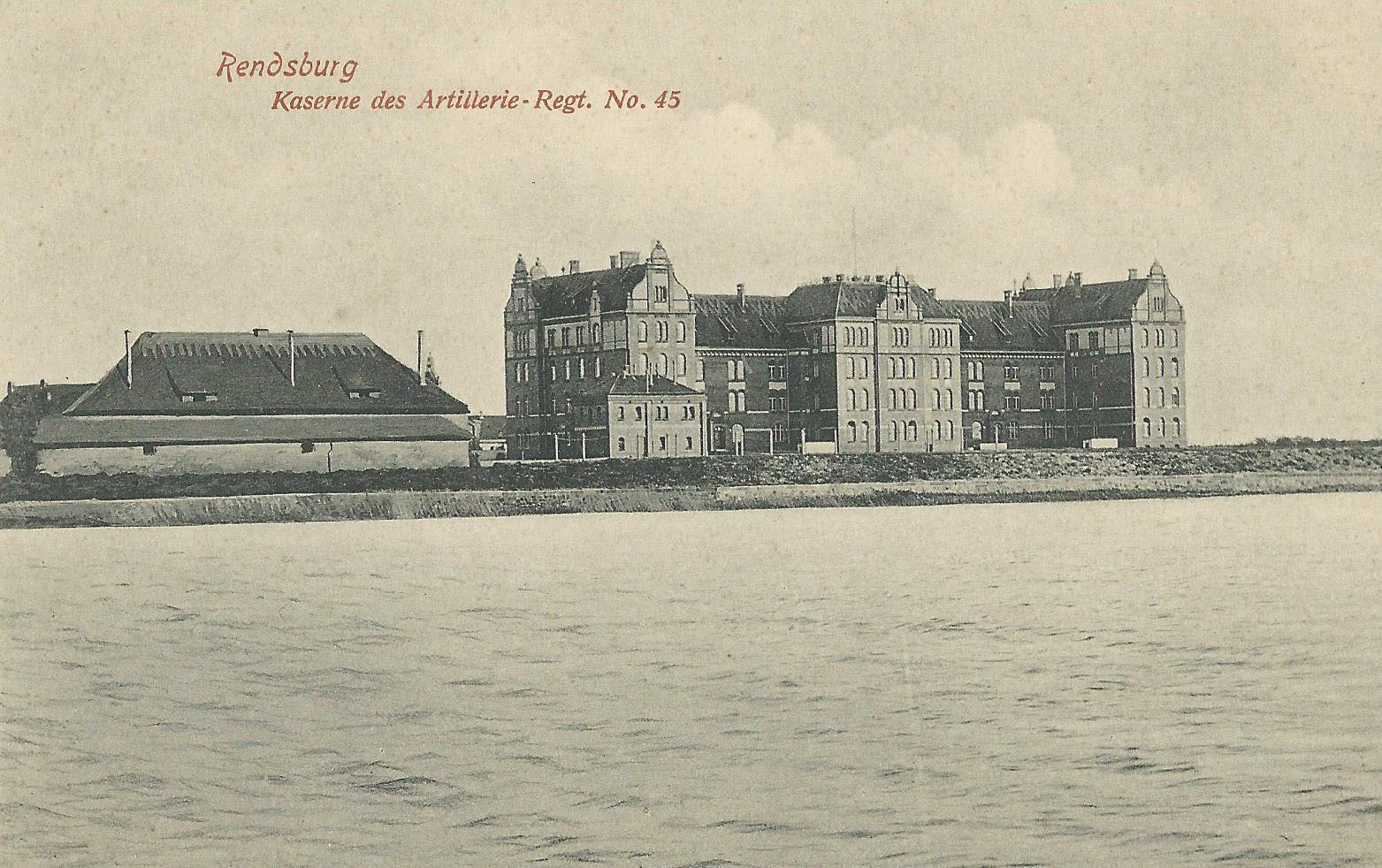
Mannschaftsunterkunftsgebäude „Eiderschlösschen“

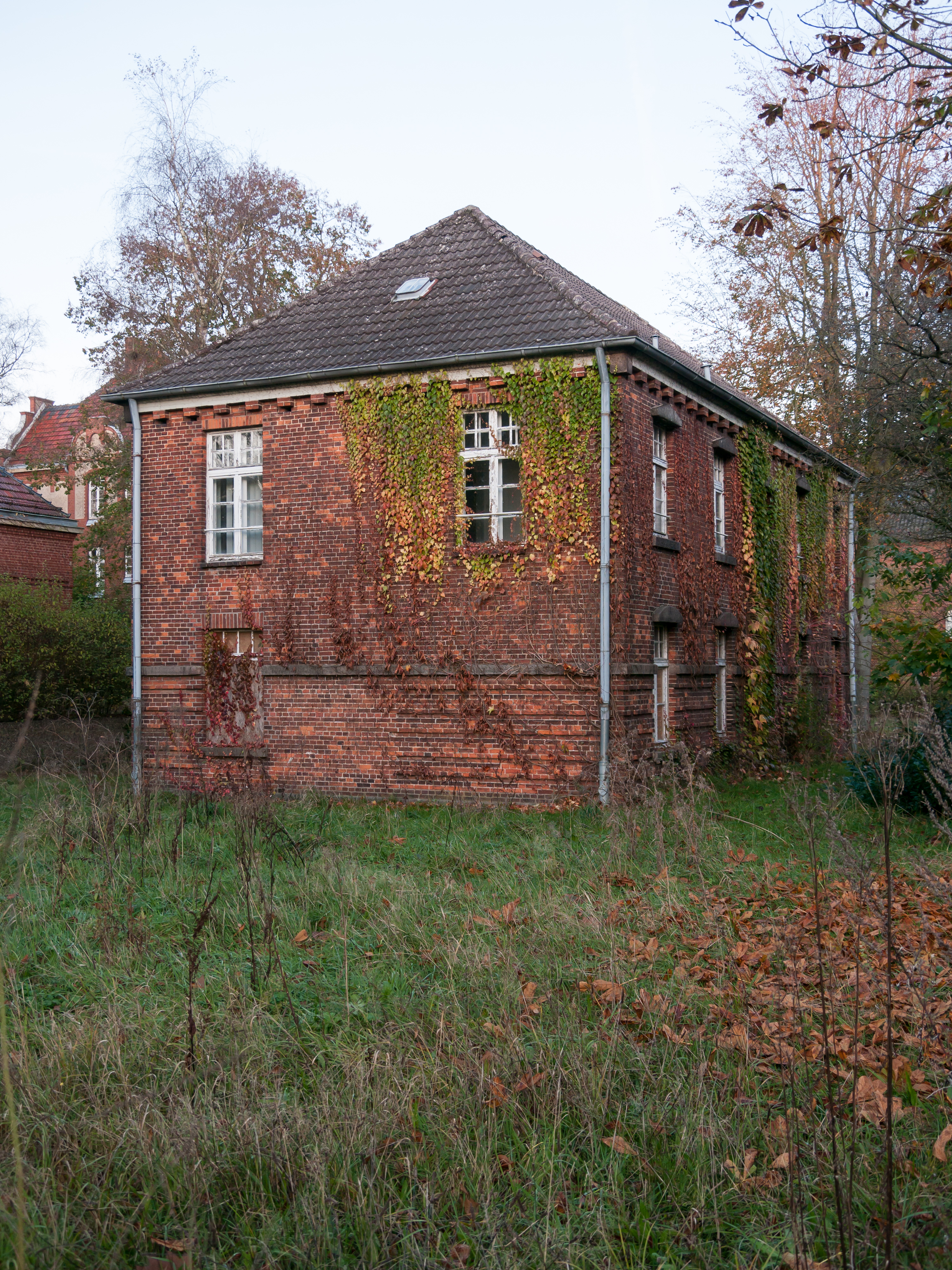
Ehem. Verheiratetengebäude II

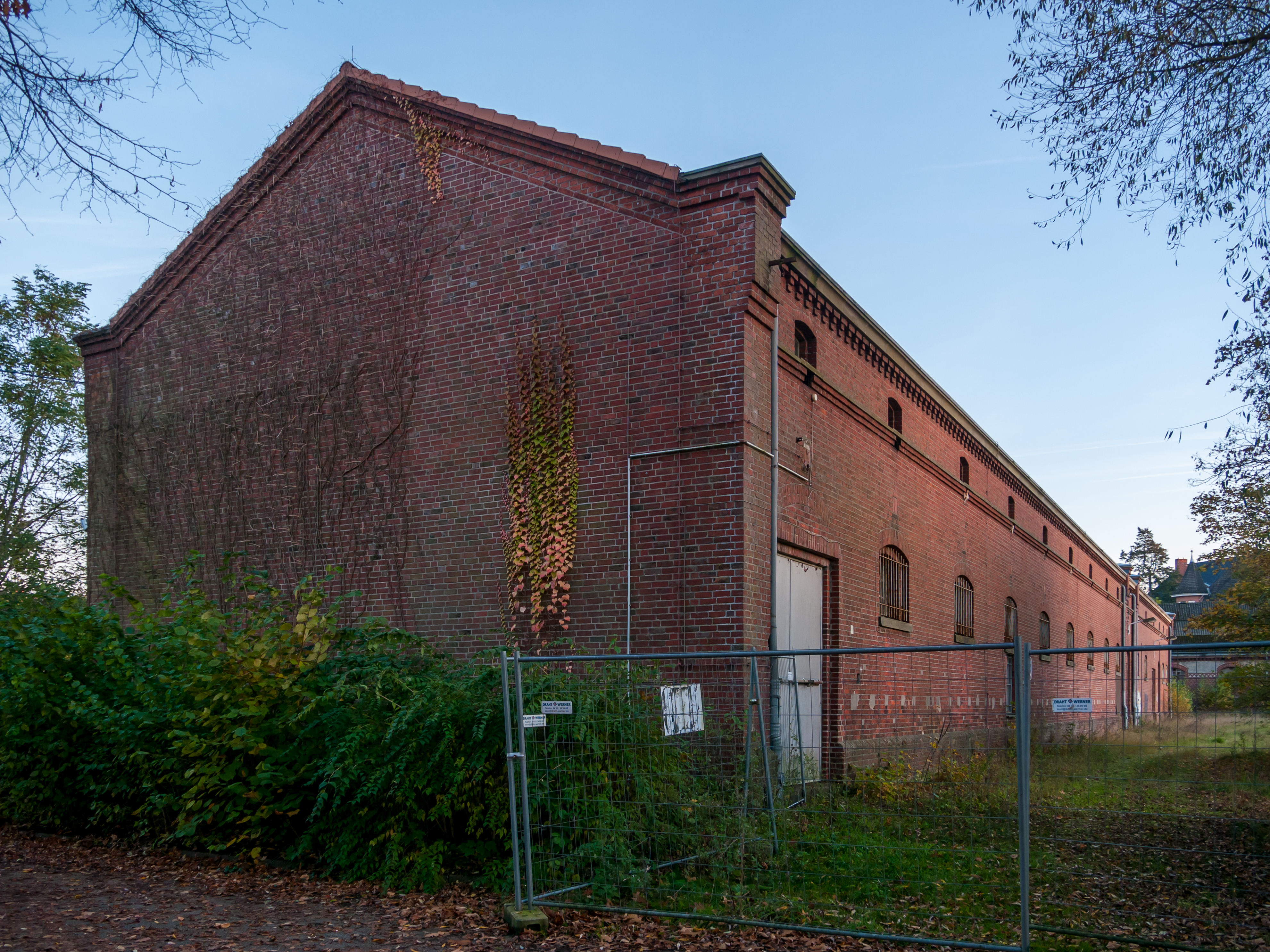
Stall I

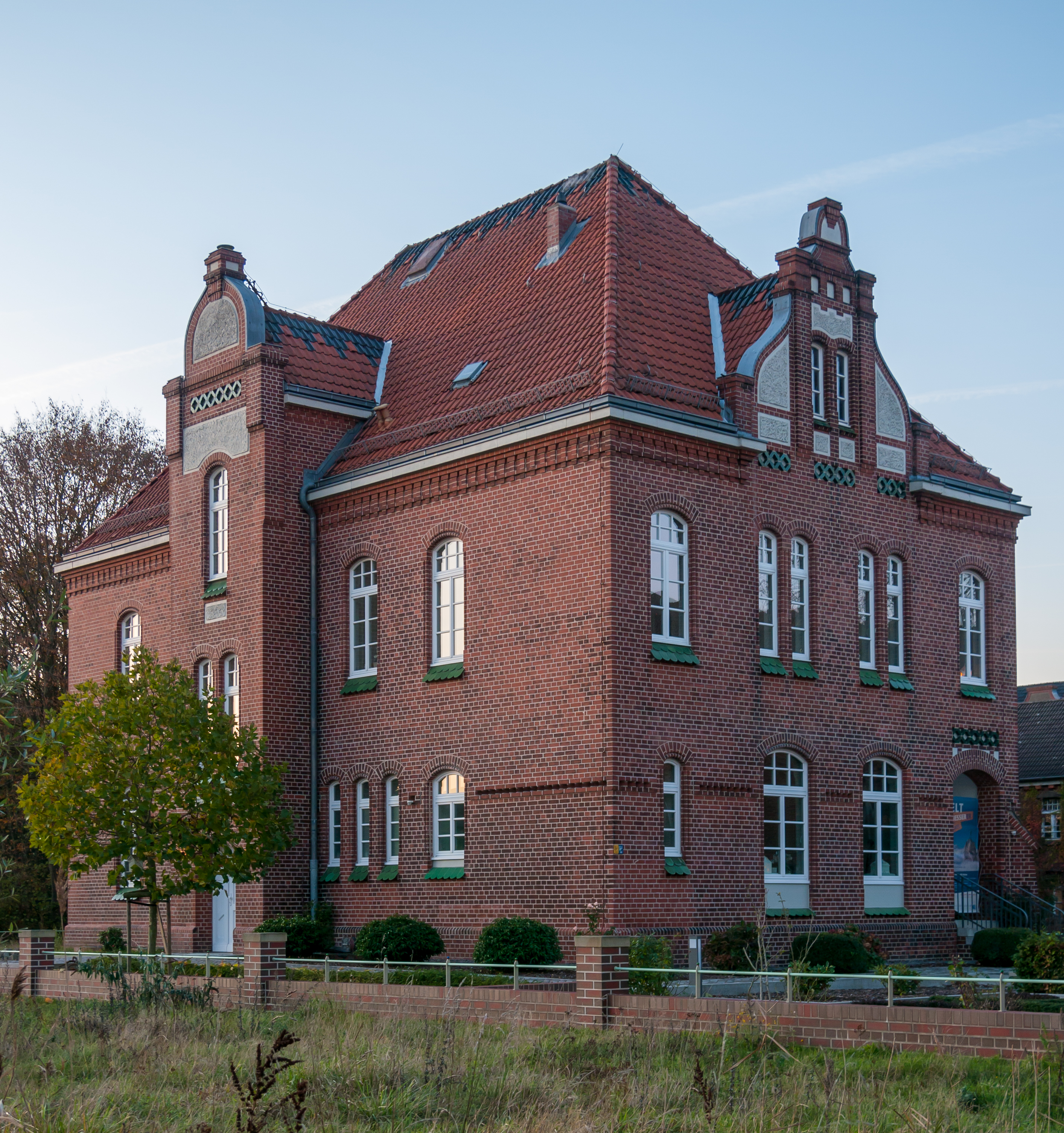
Stabsgebäude

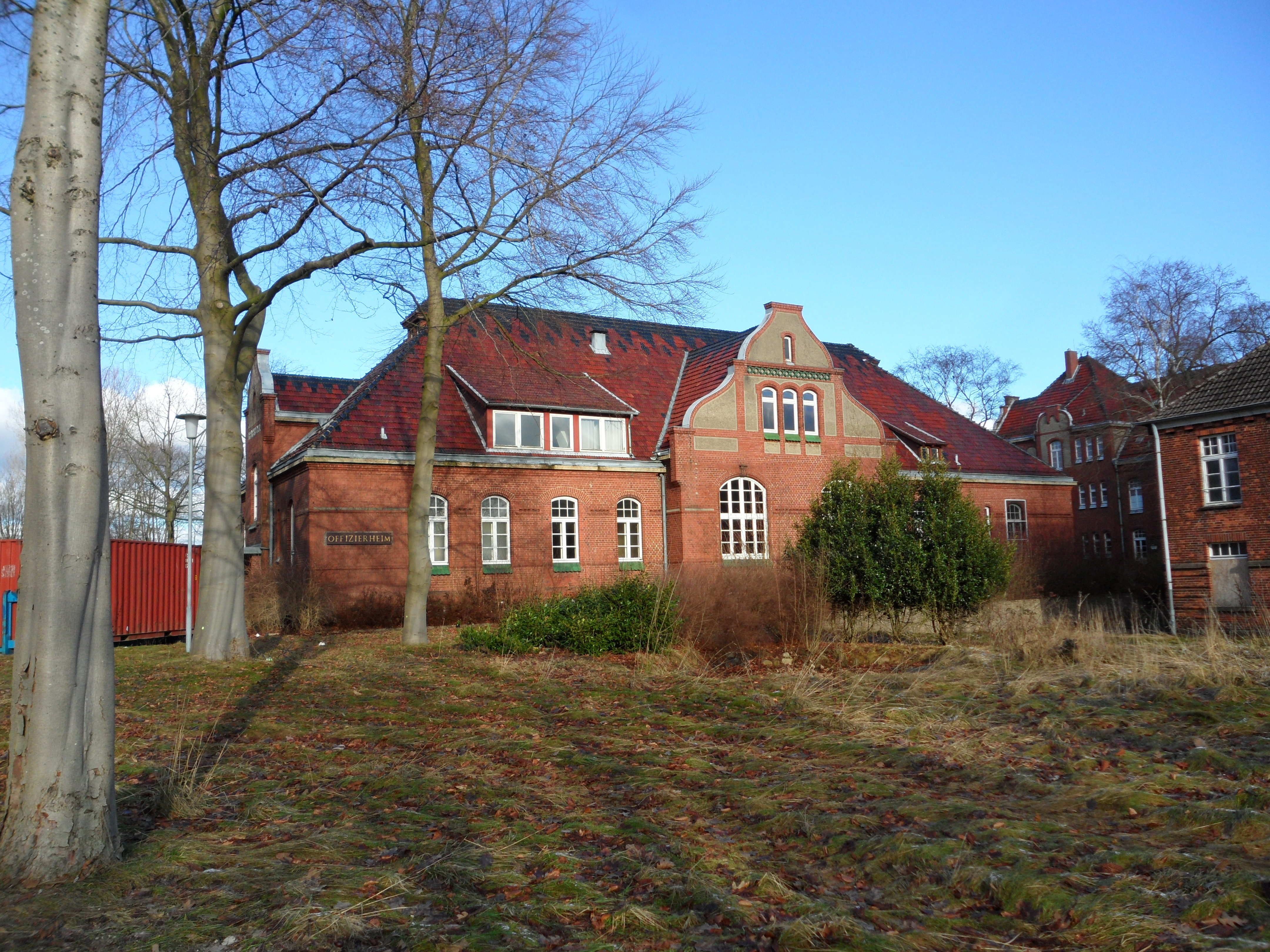
Offiziersheim

Doch diese Baumaßnahmen konnten nichts daran ändern, dass zur Unterbringung der am Standort stationierten Artillerieeinheiten ein Kasernenneubau benötigt wurde, weil die vorhandenen Anlagen teilweise bis zu 150 Jahre alt und in einem schlechten Zustand waren. Die ersten Pläne für die Errichtung einer neuen Kaserne wurden 1887 erstellt. Für die neue Kaserne wurden jedoch teilweise vorhandene Bauten übernommen, wie das Exerzierhaus, ein Stallgebäude, der Krankenpferdestall, das Stockhaus, die Schmiede sowie das Stockhaus-Hospital, das zunächst zum Garnisons-Baubüro umgenutzt wurde. 1903 konnte mit dem Bau nach Abschluss der Planungsarbeiten und Einebnung der Festungswälle begonnen werden.
Für Gesamtkosten von 939.000 Mark wurden insbesondere folgende Baumaßnahmen durchgeführt:
| Bauwerk                                                 | Baubeginn                       | Fertigstellung   |
| ------------------------------------------------------- | ------------------------------- | ---------------- |
| Neubau Großes Mannschaftsgebäude („Eiderschlösschen“)   | 8. Juni 1903 (Grundsteinlegung) | 2. Oktober 1905  |
| Neubau Verheiraten-Gebäude I                            | 20. Juni 1903                   | 2. Oktober 1905  |
| Neubau Wirtschaftsgebäude                               | 27. Mai 1904                    | 14. Oktober 1905 |
| Neubau überdachte Reitbahn                              | 18. Juni 1904                   | 2. Oktober 1905  |
| Neubau Stallgebäude II und III                          | Juli 1904                       | Oktober 1905     |
| Neubau Stabsgebäude mit Wache                           | 7. August 1904                  | 1. Dezember 1905 |
| Umbau ziviles Amtsgefängnis zu Verheirateten-Gebäude II | 18. Juni 1904                   | 2. Oktober 1905  |
| Umbau und Erweiterung Stall A zu Stallgebäude I         | Februar 1905                    | Februar 1906     |
| Umbau und Erweiterung Krankenpferdestall                | Oktober 1905                    | August 1906      |

Die Übergabe der Kaserne an die I./Lauenburgisches Feldartillerie-Regiment Nr. 45, die aus der I./Schleswig-Holsteinisches Feldartillerieregiment 9 am 25. März 1899 hervorgegangen war, erfolgte am 2. Oktober 1905. Die Artillerieabteilung verblieb hier bis zum 8. August 1914, als sie in den Ersten Weltkrieg ziehen musste. Im Dezember 1918 kehrte sie vom Einsatz zurück und wurde sogleich aufgelöst. Während des Kriegs war in der Kaserne lediglich 1915 noch ein Remontenstall ergänzt worden, der später als Stabsstall genutzt und 1965 zur Energieversorgungszentrale umgebaut wurde.

## Weimarer Republik
Trotz der Begrenzung der Größe der Reichswehr durch den Friedensvertrag von Versailles wurde die Kaserne nicht aufgegeben. 1919 waren hier der Stab und das 3. Bataillon des Reichswehr-Schützenregiments 18 ebenso stationiert wie der Staffelstab der Reichswehr-Brigade 9. Ab Herbst 1920 zog die 3. Eskadron der 2. (Preuß.) Fahrabteilung ein. Zudem befand sich in der Kaserne das Sanitätsrevier für den Standort Rendsburg und eine Heeresfachschule.
1928 wurde die Artillerie-Kaserne in Eiderkaserne umbenannt.
1929 verlegte auch der Stab der 2. (Preuß.) Fahrabteilung von Altdamm und das Trompeterkorps in die Kaserne. Am 30. September 1931 gliederten die 3. und 4. Eskadron der 2. (Preuß.) Fahrabteilung in der Eiderkaserne zu einer Luftwaffenausbildungseinrichtung trotz des Verbots des Wiederaufbaus von Luftstreitkräften im Versailler Vertrag um, weil die in Zusammenarbeit mit der Sowjetunion geschaffene Geheime Fliegerschule und Erprobungsstätte der Reichswehr zunehmend gefährdet war. Das Kommando übernahm Curt Pflugbeil. Die getarnte Ausbildungseinrichtung verblieb in der Eiderkaserne bis zum 30. September 1934.

## Aufrüstung und Bau der Blottnitz-Kaserne in der NS-Zeit sowie Zweiter Weltkrieg
Der vom NS-Staat zur Kriegsvorbereitung initiierte Aufbau der Wehrmacht erforderte deutlich mehr Truppenunterkünfte. Vor 1935 umfasste die Eider-Kaserne eine Fläche von lediglich 10,9 Hektar. Zur Schaffung weiterer Kasernenbauten und Unterbringung einer weiteren Artillerieabteilung wurden 11,2 Hektar hinzuerworben. Ende 1935 begannen die Bauarbeiten und bereits am 6. Oktober 1936 fand die Übergabe der Neuen Artillerie-Kaserne an die Wehrmacht statt. Es waren drei Unterkunftsblocks, ein Stabsgebäude, ein Wirtschaftsgebäude, drei Ställe, zwei Reithallen, zwei Kfz-Hallen, eine Schmiede, eine Waffenmeisterei und ein Krankenpferdestall entstanden. Doch die Bautätigkeit erstreckte sich ebenso auf die Eider-Kaserne: es wurden ab 1935 eine neue Waffenmeisterei, ein Doppelschießstand, eine Kfz-Halle, ein neues Exerzierhaus, eine neue Reithalle, eine Kläranlage, ein Handwerkergebäude und ein Unterkunftsblock errichtet. Im März 1938 wurde die Neue Artillerie-Kaserne in Blottnitz-Kaserne umbenannt – benannt nach dem gefallenen Kommandeur der 18. Infanterie-Division Generalleutnant Paul Bloch von Blottnitz (1859–1918).
Parallel dazu erfolgte die Aufstellung neuer Einheiten: aus Abgaben der III./Artillerieregiment 2 entstand ab 1. Oktober 1934 in der alten Rendsburger Train-Kaserne die II./Artillerieregiment Rendsburg (später: Artillerieregiment 20). Diese Abteilung zog kurz darauf in die Eider-Kaserne um und wurde am 1. Oktober 1935 mit den ersten Wehrpflichtigen aufgefüllt. In die Neue Artillerie-Kaserne verlegte am 6. Oktober 1936 die III./Artillerieregiment 20, die in Güstrow aus der II./Artillerieregiment 2 gebildet worden war. Noch im Oktober 1936 bekam das Artillerieregiment die neue Nummer 30, da es der 30. Infanteriedivision unterstellt wurde. Das Regiment verblieb bis kurz vor dem Überfall auf Polen in der Kaserne. An seine Stelle trat die Artillerieersatzabteilung 30 sowie eine Kanalwachabteilung der Marineartillerie in der Blottnitz-Kaserne.

## Besetzung durch die Britische Armee
Am 8. Mai 1945 besetzten britische Truppen Rendsburg und rückten zwei Tage später in die Eider-Kaserne ein. Das 1. Bataillon des Middlesex Regiment übernahm die Eider-Kaserne im Februar 1946. Am 4. April 1947 verließ das Regiment Rendsburg zu seinem neuen Standort Iserlohn. Während der Belegung der Truppenunterkunft durch das 1./Middlesex Regiment erhielt die Eider-Kaserne einen neuen Namen: Albuhera Barracks.

## Besetzung durch die Norwegische Armee und Aufbau eines NATO-Stabes
Ab Oktober 1948 übernahmen norwegische Truppen die Aufgaben der Besatzungsmacht von der britischen Armee. Zugleich wurde die Eider-Kaserne beschlagnahmt. Das Hauptquartier der Norwegischen Armee in Deutschland (Tysklandskommandoen) wurde am 20. März 1950 aus Neumünster vollständig in die Albuhera-Kaserne nach Rendsburg verlegt. Geführt wurde das Kommando zunächst bis 31. Oktober 1950 von Generalmajor Arne Dagfin Dahl, der von Generalmajor Hans Reidar Holtermann abgelöst wurde. Dessen Nachfolger wurde am 1. Mai 1952 Generalmajor Bjørn Olafsøn Christophersen. Am 18. Juni 1953 wurde das Armeekommando aufgelöst, nachdem die norwegischen Truppen Schleswig-Holstein schrittweise verlassen hatten.
Im September 1950 entschlossen sich die NATO-Mitgliedsstaaten zur Schaffung eines Hauptquartiers der „Allied Land Forces Schleswig-Holstein“ (kurz: COMLANDSCHLESWIG), auch als „South Jutland Land Covering Force“ bezeichnet. Die im Januar 1951 eingerichtete Kommandostruktur übernahm der jeweilige befehlshabende General der norwegischen Streitkräfte in Deutschland, so dass der Sitz von COMLANDSCHLESWIG mit dem des Deutschland-Kommandos der Norweger identisch war und in der Kaserne in Rendsburg lag. Mit dem Abzug der Norweger übernahm am 16. April 1953 der Befehlshaber der Dänischen Streitkräfte in Deutschland (Det danske Kommando), Oberst A. F. J. Storch, in Rendsburg das NATO-Kommando COMLANDSCHLESWIG. Der dänische Kommandeur blieb aber in der Garnison in Itzehoe; in Rendsburg wurde lediglich eine Kommandoabteilung stationiert.

## Umnutzung der Blottnitz-Kaserne
1946 entschied die britische Militärverwaltung, dass in Rendsburg 750 Krankenhausbetten zu schaffen und die bestehenden Hilfslazarette aufzulösen seien. Am 13. Mai 1946 schloss der Kreis mit der Stadt Rendsburg einen Vertrag über die Einrichtung von zwei Krankenhäusern, darunter eines in der ehemaligen Blottnitz-Kaserne. Nachdem noch im selben Jahr der Betrieb aufgenommen worden war, erfolgte am 1. April 1952 die Bildung des neuen Stadtkrankenhauses durch Zusammenführung der beiden bisherigen Einrichtungen mit Standort in der Blottnitz-Kaserne. 1965 kam es schließlich zum Eigentumswechsel des mit dem Krankenhaus belegten Kasernenareals von 3,5 Hektar vom Bund über das Land Schleswig-Holstein an die Stadt. Damit verringerte sich das Gelände der Eiderkaserne auf 18,6 Hektar. Zwischen 1948 und 1979 investierte die Stadt mit zusätzlichen Fördermitteln insgesamt 13 Millionen DM in das Krankenhaus.
Zur weiteren Geschichte des Klinikstandortes:
In der Blottnitz-Kaserne siedelten sich darüber hinaus in den 1950er Jahren verschiedene kleinere Produktionsbetriebe und ein Reitverein an. Zeitweise war auch eine Klasse der Berufsschule hier untergebracht. Diese Nutzungen wurden überwiegend mit dem Einzug der Bundeswehr Ende der 1950er und Anfang der 1960er Jahre beendet.

## Bundeswehr
Mit der Aufstellung der Bundeswehr wurden auch in Rendsburg wieder Truppenunterkünfte benötigt. Allerdings waren für die Eiderkaserne keine Artillerieeinheiten mehr vorgesehen. Zunächst übernahm am 15. April 1958 Konteradmiral Bernhard Rogge in der Kaserne feierlich den Oberbefehl über COMLANDSCHLESWIG von seinem dänischen Vorgänger, Oberst Hoffmann. In die Anlage zog sodann am 30. Mai 1958 das Vorauskommando der Wehrbereichsfernmeldekompanie 210 TV aus Alt-Bülk ein. Im November 1958 wurde diese Einheit zur Stabs- und Fernmeldekompanie COMLAND SCHLESWIG-HOLSTEIN umgegliedert. Am 1. April 1960 wuchs die Kompanie zum Fernmeldebataillon 610 auf. Am 1. Oktober 2007 verließ das Bataillon den Standort und zog in die Uckermark-Kaserne nach Prenzlau. Dort besteht es bis heute fort.
1960 wurden das Arresthaus, die Schmiede und Waffenmeisterei abgerissen. Zwischen 1961 und 1963 entstanden zwei neue Unterkunftsblöcke und ein Zuggebäude, um die stationierten Einheiten unterzubringen. Im selben Jahr wurde die alte Sporthalle zurückgebaut.
Das Hauptquartier der Landstreitkräfte Schleswig-Holstein und Jütland LANDJUT wurde unter Heranziehung der Kräfte von COMLAND SCHLESWIG-HOLSTEIN am 1. April 1962 in der Kaserne gebildet. Diesem Verband auf Korpsebene unterstanden die NATO-Landstreitkräfte in Schleswig-Holstein und Dänemark. Es bestand hier bis zu seiner Auflösung zum 30. April 1999.
Die am 1. November 1962 in der Wagrien-Kaserne in Putlos aufgestellte Fernmeldeausbildungskompanie 601 wurde 1963 in die Eider-Kaserne verlegt. 1970 folgte dann der Umzug in die Grenzland-Kaserne nach Flensburg. Schließlich kam die Kompanie am 1. April 1992 in die Briesen-Kaserne. Sie verblieb dort bis zu ihrer Auflösung am 31. März 1995.
Die Topographiebatterie 601 wurde in der Eider-Kaserne am 1. April 1964 aufgestellt, jedoch bereits im Mai 1965 nach Osterrönfeld verlegt. Am 29. Juni 1971 zog sie zurück nach Rendsburg. Am 1. Februar 1973 wurde in der Eider-Kaserne die Topographiebatterie 600 als Geräteeinheit gebildet, die jedoch Ende 1978 wieder außer Dienst gestellt wurde. Im Februar 1981 wurde die Topographiebatterie 601 in Topographiebatterie 600 umbenannt und zugleich dem Territorialheer angegliedert. 1993 erfolgte eine weitere grundlegende Änderung der Topographietruppe: die Topographiebatterie 600 wurde aufgelöst und der Topographiezug 100 in Rendsburg geschaffen. Im April 1997 wurde der Topographiezug 100 zur MilGeo-Stelle WB I und nach Kiel verlegt.
Ein neues Wirtschaftsgebäude entstand 1965, während das bisherige zum Offiziersheim umgebaut wurde. Im selben Jahr ging die Energieversorgungszentrale in Betrieb. Ein Verheiratetenhaus wurde zum Sanitätszentrum umgenutzt. 1968 folgte die Fertigstellung eines weiteren Unterkunftsblocks. Zwischen 1970 und 1972 wurde der technische Bereich modernisiert. 1975 wurden eine Sporthalle und 1979 ein Lehrsaalgebäude eröffnet.
Zum 1. Januar 1979 wurde das Feldausbildungsregiment 60 als Geräteeinheit aufgestellt. Mit ihm entstanden am selben Tag die nichtaktiven Feldausbildungsbataillone 602, 603 und 604 sowie die zugehörigen Feldausbildungskompanien 6021 bis 6025, 6031 bis 6035 und 6041 bis 6045, ebenfalls nur als Geräteeinheiten. Am 1. April 1990 wurde zusätzlich noch eine Mobilmachungsvorbereitungsgruppe Feldausbildungsregiment 60 eingerichtet, die jedoch bereits zum 30. September 1994 wieder außer Dienst gestellt wurde. Der Verband wurde insgesamt zum 30. September 1996 aufgelöst.
Am 1. April 1981 wurde die Pionierkompanie 510 als Geräteeinheit der Heimatschutzbrigade 51 in der Eider-Kaserne aufgestellt, jedoch zum 1. Januar 1986 in die Fünf-Seen-Kaserne nach Plön verlegt und mit dem Personal der dortigen Pionierspezialsperrkompanie 600 zur aktiven Pionierkompanie 510 umgegliedert.
Das nichtaktive Pionierbataillon 650 entstand 1981 in der Eider-Kaserne aus dem am 1. Januar 1963 in Klein Wittensee als Geräteeinheit aufgestellten Bau-Pionierbataillon 710, das im März 1967 in Pionierbataillon 713 umbenannt und 1970 zum leichten Pionierbataillon 610 umgegliedert worden war sowie 1973 den neuen Namen leichtes Pionierbataillon 13 erhalten hatte. Zum 31. März 1993 kam für das Pionierbataillon 650 das Aus.
Ein Fernvermittlungsgebäude konnte 1981 fertiggestellt und 1984 ein neues Stabsgebäude dem Fernmeldebataillon 610 übergeben werden. 1985 wurde die alte Beschlagschmiede abgerissen.
Vom 1. Januar 1986 bis zum 31. März 1994 war die Fahrschulgruppe Rendsburg 1 in der Eider-Kaserne beheimatet.
Am 1. Oktober 1993 wurde als Geräteeinheit das Heimatschutzbataillon 812 in der Kaserne aufgestellt. 2006 erfolgte dessen Auflösung.
Im März 2004 zog das am 1. Oktober 1993 in Schleswig gebildete Verteidigungsbezirkskommando 11 in die Kaserne ein und verblieb hier bis zu seiner Auflösung zum 30. Juni 2007.
Zur medizinischen Versorgung war der Sanitätsbereich 11/13 vom 1. Juli 1972 bis 30. September 1998 mit Material ausgestattet. Vom 1. Oktober 1978 bis zum 31. Dezember 1998 bestand die Zahnarztgruppe 101/2 und vom 1. Oktober 1983 bis zum 30. September 1996 als Geräteeinheit die Zahnarztgruppe 6000. In der Kaserne war das Feste Fernmeldezentrum der Bundeswehr 120/401 vom 1. Oktober 1961 bis zum 31. Dezember 1994 eingerichtet. Es waren die Fernmeldedienstgruppe 120/40 vom 1. April 1981 bis zum 30. September 1994, der Fernmelderevisionsdiensttrupp 120/401 vom 1. November 1965 bis zum 30. November 1994, der Fernmelderevisionsinstandhaltungstrupp 120/401 vom 1. November 1965 bis zum 30. November 1994 und vom 1. Januar 1971 bis zum 30. November 1994 der Fernmelderevisionsdiensttrupp 120/403 hier stationiert.
Mit dem Abzug des Nachkommandos des Fernmeldebataillons 610 wurde die Eider-Kaserne von der Bundeswehr zum 31. März 2008 aufgegeben.

## Konversion

### Vorbereitende Untersuchungen
Die Durchführung von Voruntersuchungen mit einer Stärken-Schwächen-Analyse sowie einer Erhebung der städtischen und regionalen Rahmenbedingungen zur Entwicklung der Liegenschaften für die Bundeswehrstandorte Eiderkaserne, Feldwebel-Schmid-Kaserne und das Bundeswehrdienstleistungszentrum wurde durch die Ratsversammlung der Stadt Rendsburg am 16. Dezember 2004 beschlossen. Die Untersuchungen fanden von Ende 2006 bis Juli 2007 statt, so dass am 24. Juli und 24. August 2007 zwei Endberichte vorgelegt werden konnten. Im Anschluss fand am 29. August 2007 eine Bürgeranhörung statt. Der Masterplan wurde durch die Ratsversammlung am 15. Mai 2008 beschlossen. Er sah 1,8 Hektar für die Erweiterung von Bildungseinrichtungen vor. Das Stadtmuseum sollte zusätzlich 0,4 Hektar erhalten. 2,5 Hektar entfielen auf eine geplante Erweiterung des Kreiskrankenhauses. Gemischte Nutzungen wie Büro, Dienstleistungen, betreutes Wohnen und Freizeiteinrichtungen sollten auf 5 Teilflächen mit insgesamt 3,7 Hektar entstehen. Auf weiteren 10 Hektar waren Stadt- und Reihenhausbebauung für individuelles Wohnen geplant.

### Bauleitplanung und Vermarktung
Durch Beschluss der Ratsversammlung wurde das Sanierungsgebiet „Neuwerk-West“ (ehemalige Eiderkaserne) per Satzung am 10. Juni 2008 förmlich festgelegt. Für 2 Millionen Euro veräußerte der Bund die Eider-Kaserne an die Stadt Rendsburg, auf die am 20. Oktober 2008 das Eigentum am Gelände überging.
Am 9. August 2010 begann der Abriss von 36 Kasernengebäuden mit Kosten von 950.000 Euro, der eineinhalb Jahre beanspruchen sollte. Zugleich startete der Umbau des ehemaligen Stabsgebäudes zu einem Unterrichtszentrum für zwei Gymnasien im Umfang von 5 Millionen Euro, der im Oktober 2012 abgeschlossen wurde.
Ab 2010 wurde ein neues Wohnungsmarktkonzept erstellt und von der Ratsversammlung am 23. Mai 2013 beschlossen. Es löste das Wohnraumversorgungskonzept vom 28. Juni 2007 ab und prognostizierte bis 2025 einen Bedarf an Ein- und Zweifamilienhäusern von rund 800 Wohneinheiten. Demgegenüber konstatierte es einen rückläufigen Bedarf an Mietwohnungen. Das Konzept sah die Errichtung oder Umnutzung von 340 Wohneinheiten im Gebiet der ehemaligen Eiderkaserne vor.
Im April 2013 erhielt ein Vermessungsingenieurbüro als erster neuer Eigentümer das ehemalige Stabsgebäude, das später von der Topographiebatterie 600 genutzt wurde.
Ein städtebaulicher Realisierungswettbewerb wurde im April 2014 durch die Stadt Rendsburg ausgeschrieben. Ein Planungsbüro aus Haan erhielt dabei für den Entwurf „Vielfältige Nachbarschaften Neuwerk“ den 1. Preis.

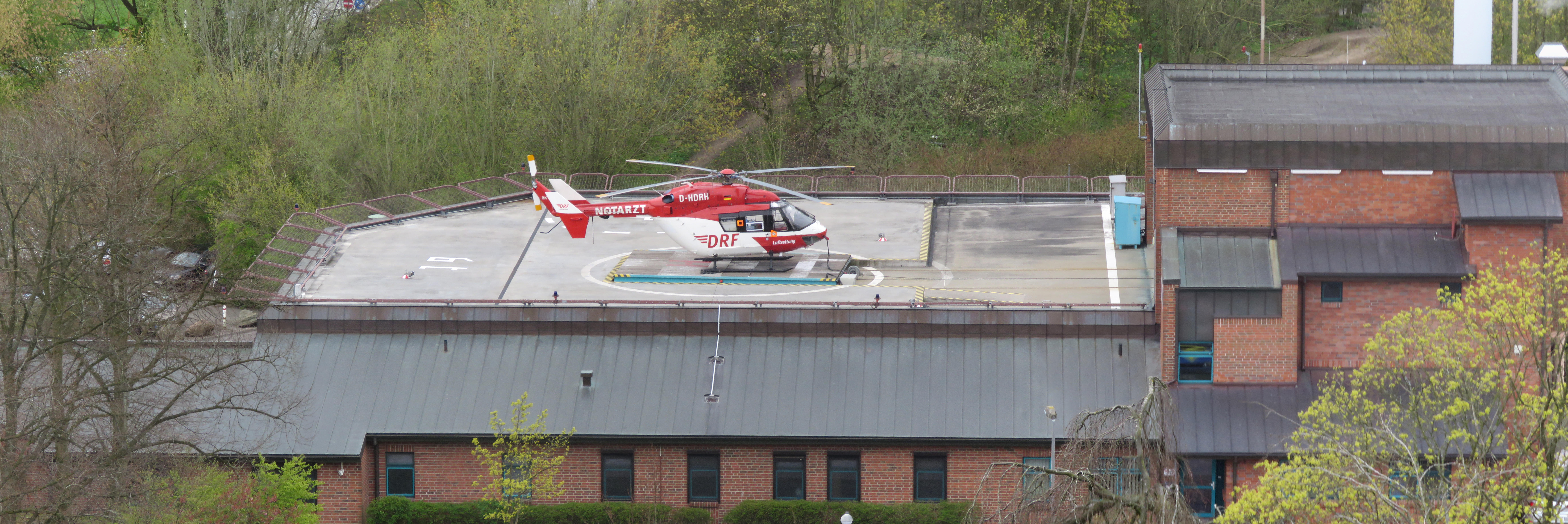
DRF-Luftrettung und Klinikum Rendsburg

Am 27. Januar 2015 fasste der Bauausschuss den Aufstellungsbeschluss für die Bebauungspläne Nr. 96 „ehemalige Eiderkaserne – Lärmschutz an der B 77“, Nr. 97 „ehemalige Eiderkaserne – Ost“, Nr. 98 „ehemalige Eiderkaserne – Süd“ und Nr. 99 „ehemalige Eiderkaserne – Nord“. In diesem Zusammenhang sorgten die Lärmemissionen des im nahegelegenen Kreiskrankenhaus stationierten Rettungshubschraubers und der benachbarten B 77 für Verunsicherung über die Vermarktungsaussichten.
Für Unmut sorgte im Mai 2015, dass es aufgrund eines fehlenden Verkehrswertgutachtens zu weiteren Verzögerungen bei der Ausschreibung für den Weiterverkauf des Areals an Investoren kam.
2016 wurden erste Ergebnisse der Bauleitplanung vorgestellt. Kritisch betrachtete der Bauausschuss der Stadt die Frage der Regenwasserableitung, die teilweise vorgesehenen Nordlagen der Gärten, ungenügende Parkmöglichkeiten und die Bebauung mit Reihenhäusern. Zudem wurde ein Nutzungskonzept für das Gebiet als Rahmenplan erstellt. Am 13. Juli 2017 wurde ein „Integriertes städtebauliches Entwicklungskonzept (IEK) ‚Neuwerk-West‘ (ehemalige Eiderkaserne)“ durch die Ratsversammlung mit 7 Handlungsfeldern verabschiedet.
Ab 2017 befassten sich Projektentwickler mit den Marställen. Sie planten ein Tageshospiz, inklusives Wohnen und Eigentumswohnungen.
Im März 2018 wurde das „Eiderschlösschen“, das markante Truppenunterkunftsgebäude, nach einer umfassenden Sanierung durch ein Unternehmen aus Bielefeld dem Jobcenter des Kreises Rendsburg-Eckernförde zur Nutzung übergeben.
2018 musste erneut das Gelände der Eider-Kaserne auf Kampfmittelreste untersucht werden, da die erste Begutachtung mehr als fünf Jahre zurücklag und mit dem Bauen nicht begonnen worden war.
2019 begannen die Arbeiten zur Erweiterung der imland Klinik Rendsburg mit dem Bau einer Pflegeschule und eines Operationszentrums.
Im September 2019 beschloss die Ratsversammlung von Rendsburg die 50. Änderung des Flächennutzungsplans sowie die Bebauungspläne für das Gebiet der ehemaligen Eider-Kaserne. Gegenstand des Bebauungsplans Nr. 96 ist hauptsächlich die Herstellung des Lärmschutzes mittels eines begrünten Erdwalles entlang der B 77, eines Fuß- und Radweges und eines Regenrückhaltebeckens. Der Bebauungsplan Nr. 97, der das östliche Kasernengebiet umfasst, weist insbesondere Allgemeine Wohngebiete von 10.365 Quadratmetern, Mischgebiete von 29.045 Quadratmetern, Flächen für den Gemeinbedarf von 10.025 Quadratmetern und Verkehrsflächen von 18.345 Quadratmetern aus. Im Plangebiet bleiben als denkmalgeschützte Gebäude von der Eider-Kaserne das große Mannschaftshaus, das Offiziersheim bzw. ehem. Wirtschaftsgebäude, ein ehem. Stabsgebäude, die Stallgebäude I, II und IV, die ehemaligen Verheiratetengebäude I und II, der Kranken-Pferdestall, eine Reithalle und ein Teil der Kasernenmauer bestehen. Im Geltungsbereich des Bebauungsplans Nr. 98, der den südlichen Kasernenteil einbezieht, sind Allgemeine Wohngebiete für Neubauten von Einzel-, Doppel- und Reihenhäusern auf 28.300 Quadratmetern, Flächen für den Gemeinbedarf von 10.300 Quadratmetern für die Krankenhauserweiterung, Verkehrsflächen und öffentliche Grünflächen, vor allem zur Umsetzung eines Grünzuges festgesetzt. Schließlich sind im nördlichen Teil der ehemaligen Garnison durch den Bebauungsplan Nr. 99 allgemeine Wohngebiete mit 33.500 Quadratmetern für den Neubau von Einzel-, Doppel- und Reihenhäusern, Verkehrsflächen und öffentliche Grünflächen, im Wesentlichen zur Umsetzung eines Grünzuges festgelegt.
2019 fehlte für einen Baubeginn immer noch der Bescheid über die Städtebauförderung.
Anfang 2020 wurde bekannt, dass beim Abriss der Gebäude auf dem Kasernengelände der Bauschutt mit Müll vermischt wurde, so dass die Stadt für eine halbe Million Euro den Abfall vom Areal beseitigen musste.
Im Juni 2020 verkaufte die Stadt Rendsburg an einen Unternehmer 7 weitere Bestandsgebäude. Dazu gehörten das ehemalige Sanitätsgebäude und das Kulturzentrum, die nach einem Umbau von der Volkshochschule Rendsburg genutzt werden sollen. Außerdem wechselte das Offiziersheim den Besitzer. Insgesamt sind Investitionen von 25 Millionen Euro geplant. Es wurden 15.751 Quadratmeter für 1,5 Millionen Euro übereignet.

### Entstehung des Stadtteils Neuwerk-West
Am 17. Juli 2020 startete der Bau einer Anlage mit 51 Wohnungen im Bereich um das ehemalige Stabsgebäude, das durch die Topographiebatterie 600 genutzt worden war. 2018 hatte das Grundstück für 720.000 Euro den Eigentümer gewechselt. 17 Millionen Euro sind als Investitionssumme von einer Wohnungsbaugesellschaft vorgesehen.
Am 11. August 2022 wurde der erste Spatenstich für die Erschließung des Geländes der ehemaligen Eiderkaserne in Rendsburg, den Bau von 120 Wohneinheiten und die Errichtung eines Lärmschutzwalls entlang der B 77 vollzogen. Das Land zahlt für die Erschließung einen Zuschuss in Höhe von 9,6 Millionen Euro. Die Heizenergie des Wohngebietes soll aus Erdwärme mittels solarbetriebener Wärmepumpen gewonnen werden.